# Sachicasaurus vitae
Il sachicasauro (Sachicasaurus vitae) è un rettile marino estinto, appartenente ai plesiosauri. Visse nel Cretaceo inferiore (Barremiano, circa 127 - 125 milioni di anni fa) e i suoi resti fossili sono stati ritrovati in Sudamerica.

## Descrizione
Questo animale è noto per uno scheletro pressoché completo di dimensioni eccezionali, e rappresenta uno dei più completi pliosauri cretacei conosciuti. Sachicasaurus doveva essere un animale enorme, lungo quasi tredici metri e dotato di una testa che superava i due metri di lunghezza. Come tutti i pliosauri, Sachicasaurus possedeva quattro arti trasformati in strutture simili a pagaie, e la testa era molto sviluppata. Il rostro era allungatissimo e dotato di lunghi denti caniniformi nella parte anteriore. Il forame pineale era in posizione molto avanzata, mentre le ossa palatine erano separate lungo la linea mediana dagli pterigoidi. La mandibola era dotata di una sinfisi molto corta (con soli quattro denti caniniformi per lato) e, in tutto un singolo ramo mandibolare, non erano presenti più di 20 denti. Le ossa ioidee erano sottili; erano presenti dodici vertebre cervicali, a testimonianza di un collo piuttosto corto e molto forte, con centri vertebrali che mostravano forami ventrali e faccette articolari per una sola costola. Erano presenti almeno quaranta vertebre precaudali; l'ilio era dotato di una proiezione posteriore allungata.

## Classificazione
Sachicasaurus vitae venne descritto per la prima volta nel 2019, sulla base di uno scheletro pressoché completo ritrovato nella formazione Paja nei pressi di Sàchica, un villaggio vicino a Villa de Leyva in Colombia. Sachicasaurus mostra chiaramente alcune caratteristiche che lo denotano come un rappresentante dei bracaucheniini, un gruppo di pliosauri di grandi dimensioni tipici del Cretaceo; una combinazione di caratteristiche primitive e derivate rende difficile stabilie l'esatta posizione cladistica di Sachicasaurus all'interno del gruppo, ma sembra ragionevole supporre una stretta parentela con il genere Kronosaurus, di poco più recente.

## Paleoecologia
Le enormi dimensioni di Sachicasaurus, unite ai chiari adattamenti a uno stile di vita predatorio, indicano che questo animale doveva essere uno dei massimi predatori del suo ambiente, che era costituito probabilmente da acque costiere. La formazione Paja della Colombia centrale ha restituito i resti fossili di numerosi rettili marini vissuti più o meno nello stesso periodo, tra cui altri pliosauri come "Kronosaurus" boyacensis, Stenorhynchosaurus e Acostasaurus, gli elasmosauridi Callawayasaurus e Leivanectes, gli ittiosauri Muiscasaurus e Platypterygius, le tartarughe Leyvachelys e Desmatochelys, ma anche i fossili di un dinosauro sauropode, Padillasaurus.